# 안성 부조묘
안성 부조묘(安城 不眺廟)는 경기도 안성시 대덕면에 있는 사당이다. 1986년 5월 22일 안성시의 향토유적 제5호로 지정되었다.

## 개요
조선전기 단종 때의 충신 충정공 박심문(朴審問: ~ 1456)선생의 충절과 유덕을 추앙하여 제향하는 사우(祠宇)이며, 해마다 10월 10일과 14일에 향사를 지낸다. 이 부조묘는 외삼문을 앞으로 하여 숭의당(崇義堂), 내삼문(內三門), 충정묘(忠貞廟) 등이 차례로 배치되어 있으며, 1904년 처음 세워졌고, 현재 있는 건물은 1980년대에 중건되었다. 
숭의당은 종친들의 제사준비와 회의용 건물로 사용되며, 충정묘에는 박심문의 위패가 모셔져 있다. 외삼문에는 현창문(顯彰門)이라는 현판이 걸려있으며, 내삼문에는 경절문(景節門)이라는 현판이 걸려있다. 
박심문 선생의 자는 신숙(愼叔)이요, 호는 청재(靑齋)이며, 본관은 밀양(密陽)이다. 일찍이 학행으로 천거되어 사온서 직장이 되었고, 1436년(세종18) 친시(親試)문과에 급제한 뒤 기주관을 역임하였으며, 함길도 절도사 김종서(金宗瑞)가 육진을 개척할 때 그의 종사관이 되어 야인(野人)에 대한 안무책으로 남쪽 지방의 백성들을 옮겨 살게 할 것을 절도사에게 건의하여 시행하였다. 
1453년(단종1년)에 수양대군이 정권을 잡기위해 일으킨 계유정난(癸酉靖亂) 때 김종서 등이 살해되자 이에 크게 분개하여 성삼문(成三問), 하위지(河緯地) 등과 단종 복위를 도모하였다. 1456년(세조2) 질정관으로 명(明)나라에 다녀오다가 의주에 이르러 성삼문 등 육신이 참형되었다는 소식을 전해 듣고 음독 자결했다. 
시호는 충정(忠貞)이며, 정조대에 이르러 이조판서에 추증되었고, 공주 숙모전(肅慕殿)에 배향되었으며, 묘소는 고양시에 소재한다.

## 현지 안내문
조선전기 단종 때의 충신 충정공 박심문(朴審問: ? ~ 1456) 선생의 충절과 유덕을 추앙하여 제향하는 사우(祠宇)이다. 공의 자는 신숙(愼叔)이요, 호는 청재(靑齋)이며, 본관은 밀양(密陽)이다. 일찍이 학행(學行)으로 천거되어 사온서(司醞署) 직장(直長)이 되고, 세종(世宗) 18년(1436) 친시문과(親試文科)에 급제한 뒤 기주관(記注官)·함길도절도사(咸吉道節度使) 김종서(金宗瑞)의 종사관(從事官)·평안도 판관(判官)·도체찰사(都體察使)의 종사관 등을 역임하였다. 단종 원년(1453) 계유정난(癸酉靖亂)으로 김종서가 살해되자 이에 분개하여 성삼문(成三問), 하위지(河緯地) 등과 단종 복위를 모의했다. 세조(世祖) 2년 질정관(質正官)으로 명나라에 갔다가 귀국 도중 의주(義州)에서 사육신(死六臣)의 철퇴 당함을 듣고 음독 자결했다. 시호는 충정(忠貞)이다. 이조판서에 추증(追贈)되고 숙모전(肅慕殿)에 제향되었다, 순조(純祖) 28년(1828) 영월 창절사(彰節祠)에 배향(配享)되었으며 광무(光武) 8면(1904) 종중에서 부조묘(不眺廟)를 이곳에 세워 공의 충절을 기리고 넋을 위로하게 되었다. 삼문(三門)과 담장·사우(祠宇)를 갖추었고, 충정묘(忠貞廟)라는 현판이 달리 사우는 맞배지붕형에 한식골기와를 얹은 건물로서 그 안에 위패를 모시고 있다. 정면 630cm, 측면 330cm의 규모이다.

## 같이 보기
- 박심문

## 참고 자료
- 부조묘 - 안성문화관광 - 시지정문화재